# Quốc kỳ Cộng hòa Dân chủ Nhân dân Triều Tiên
Quốc kỳ Cộng hoà Dân chủ Nhân dân Triều Tiên (tiếng Hàn Quốc: 조선민주주의인민공화국의 국기) hay còn gọi là Ramhongsaek Konghwagukgi (tiếng Hàn Quốc: 람홍색공화국기; Hán- việt: Lam hồng sắc Cộng hòa quốc kỳ; Nhân cộng kỳ; nghĩa là "cờ màu xanh và màu đỏ của nước cộng hòa") có nền màu đỏ, viền cả trên và dưới bởi một dải trắng hẹp và một dải màu xanh lam rộng, giữa nền đỏ lệch về phía cán cờ có một ngôi sao màu đỏ nằm bên trong hình tròn màu trắng. Ngôi sao năm cánh và nền đỏ tượng trưng cho ý chí đấu tranh cách mạng và tinh thần yêu nước của toàn Đảng toàn dân. Màu trắng của hai viền và bao quanh ngôi sao đỏ tượng trưng cho tính thống nhất và duy nhất của dân tộc, rìa cờ màu xanh da trời biểu thị nguyện vọng thiết tha yêu chuộng hòa bình.
Quốc kỳ Triều Tiên đã được chọn sử dụng vào ngày 8 tháng 9 năm 1948, Ngôi sao đỏ của chủ nghĩa cộng sản nằm lệch ở phía cán cờ trên một đĩa trắng. Từ năm 1992, Ngôi sao đỏ và đĩa trắng được làm to hơn.
Lá cờ này bị cấm sử dụng công khai tại Hàn Quốc do liên quan đến chế độ cầm quyền, mặc dù một số trường hợp ngoại lệ cho việc sử dụng cờ tồn tại.

## Biểu tượng
Quốc kỳ Triều Tiên được định nghĩa chính thức trong điều 170 của Chương VII của Hiến pháp CHDCND Triều Tiên. Theo nó:
Quốc kỳ của Cộng hòa Dân chủ Nhân dân Triều Tiên bao gồm một nền màu đỏ ở trung tâm, viền cả trên và dưới bởi một dải trắng hẹp và một dải màu xanh lam rộng. Nền màu đỏ trung tâm có một ngôi sao đỏ năm cánh trong một hình tròn màu trắng gần cán cờ

Cờ treo dọc

Tỷ lệ giữa chiều rộng và chiều dài là 1: 2."

Mô típ nổi bật của lá cờ Triều Tiên là một ngôi sao đỏ, là biểu tượng phổ biến của chủ nghĩa cộng sản và chủ nghĩa xã hội, mặc dù từ khi áp dụng lá cờ, việc áp dụng học thuyết Juche dựa trên chủ nghĩa Mác - Lênin đã thay thế các học thuyết cộng sản như là hệ tư tưởng chính thức của nhà nước, và các tài liệu tham khảo về chủ nghĩa cộng sản đã bị loại bỏ một cách có hệ thống khỏi hiến pháp và các văn bản pháp lý của đất nước. Tuy nhiên, hiến pháp vẫn được tuyên bố là xã hội chủ nghĩa. Mặc dù có nhiều thay đổi trong hiến pháp, mô tả về lá cờ vẫn luôn giữ nguyên.
Trang web của "Hội hữu nghị Triều Tiên" (KFA) ủng hộ Triều Tiên cho rằng, trái lại, ngôi sao đỏ đại diện cho truyền thống cách mạng và nền màu đỏ là biểu thị cho lòng yêu nước và quyết tâm của người dân Triều Tiên. Các sọc trắng tượng trưng cho sự thống nhất của quốc gia và văn hóa Triều Tiên của nó. Các sọc xanh đại diện cho mong muốn đấu tranh cho độc lập, hòa bình, hữu nghị và đoàn kết quốc tế.

Theo một văn bản chính thức điển hình của Triều Tiên được xuất bản trên Rodong Sinmun, Kim Il-sung đã đưa ra ý nghĩa sau đây cho các yếu tố của lá cờ:
Màu đỏ của lá cờ tượng trưng cho lòng nhiệt thành chống Nhật, máu đỏ của những người yêu nước Triều Tiên và sức mạnh bất khả chiến bại của nhân dân ta kiên quyết ủng hộ nền Cộng hòa. Màu trắng tượng trưng cho một dòng máu, một vùng đất, một ngôn ngữ, một nền văn hóa của đất nước đơn sắc của chúng ta, sống trong sự thuần khiết. Và màu xanh tượng trưng cho tầm nhìn hào hùng của nhân dân ta, tượng trưng cho tinh thần của người dân Triều Tiên đấu tranh cho hòa bình và tiến bộ thế giới.

Có thể là người thiết kế ban đầu của lá cờ có một thiết kế thẳng đứng trong tâm trí. Trong lá cờ được treo thẳng đứng, các sọc màu xanh sẽ tượng trưng cho Biển Tây của Triều Tiên (Hoàng Hải) và Biển Đông của Triều Tiên (Biển Nhật Bản) bao quanh Bán đảo Triều Tiên đỏ được chiếu sáng bởi ngôi sao cộng sản.
Màu sắc của quốc kỳ Triều Tiên - đỏ, trắng và xanh - được coi là màu quốc gia và tượng trưng tương ứng: truyền thống cách mạng; tinh khiết, sức mạnh và nhân phẩm; và chủ quyền, hòa bình và tình bạn.
Phối màu
Các màu video gần đúng được liệt kê dưới đây:
|             | Lam        | Đỏ        | Trắng       |
| ----------- | ---------- | --------- | ----------- |
| RGB         | 2/79/162   | 237/28/39 | 255/255/255 |
| Hexadecimal | #024fa2ff  | #ed1c27ff | #FFFFFF     |
| CMYK        | 99/51/0/36 | 0/88/84/7 | 0/0/0/0     |

### Vị thế

Các thông số

Theo chuyên gia về Triều Tiên Brian Reynolds Myers, tại CHDCND Triều Tiên, Đảng kỳ của Đảng Lao động Triều Tiên và cờ hiệu của Tổng tư lệnh các lực lượng vũ trang Cộng hòa Dân chủ Nhân dân Triều Tiên được đối xử tôn trọng hơn Quốc kỳ Triều Tiên, với cờ hiệu của Tổng tư lệnh các lực lượng vũ trang Cộng hòa Dân chủ Nhân dân Triều Tiên được xếp cao nhất trong ba biểu tượng được tôn kính.

## Lịch sử

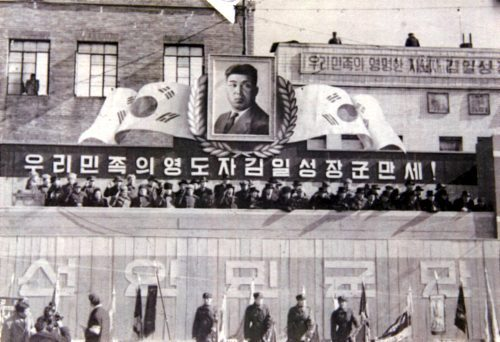
Một bức chân dung của Kim Il-sung cùng lá cờ Taegukgi năm 1948. Lá cờ cũng được sử dụng ở miền Bắc trước khi chia tách

### Bối cảnh

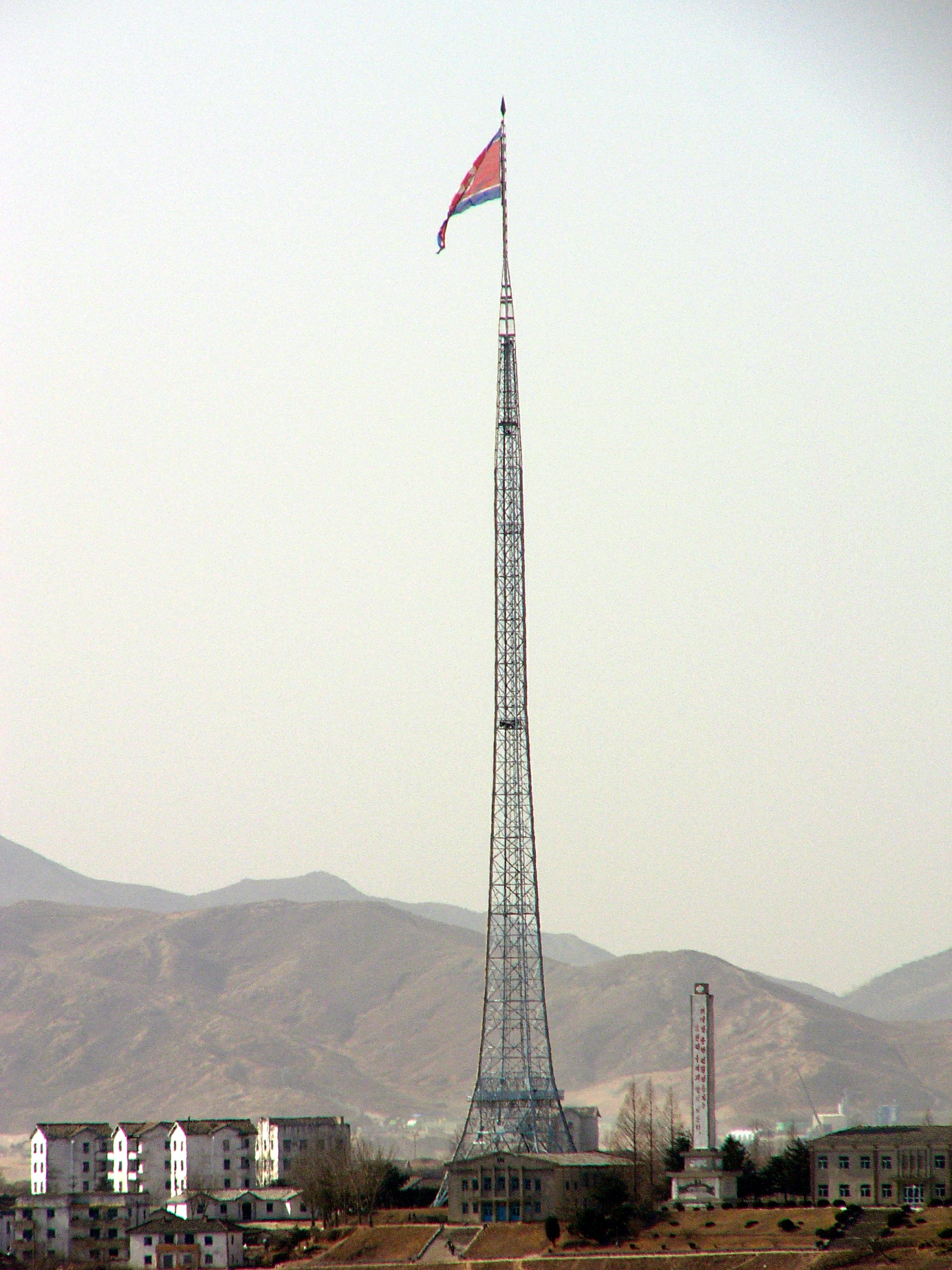
Cột cờ cao thứ tư thế giới - ở độ cao 160 m (525 ft) – treo cờ nặng 270 kg (595 lb) của Triều Tiên trên Kijŏng-dong gần Panmunjom tại Khu phi quân sự Triều Tiên.

Vào cuối thế kỷ 19 đầu thế kỷ 20, Bán đảo Triều Tiên được cai trị bởi một chế độ quân chủ được gọi là Đại Hàn Đế quốc. Trong thời gian này, chế độ quân chủ Triều Tiên đã sử dụng một lá cờ hiện được gọi là Taegukgi làm quốc kỳ. Nó có biểu tượng âm dương được bao quanh bởi bốn quẻ bát quái. Cờ Taegukgi vẫn là biểu tượng của Triều Tiên sau khi Đế quốc Nhật Bản chiếm đóng và sáp nhập Bán đảo Triều Tiên vào năm 1910.
Năm 1945, Thế chiến II kết thúc với chiến thắng của quân Đồng minh và Nhật Bản đã bị đánh bại. Theo các điều khoản của Đồng minh, Nhật Bản từ bỏ quyền kiểm soát Bán đảo Triều Tiên, với Liên Xô chiếm nửa phía bắc của bán đảo và Hoa Kỳ chiếm nửa phía nam của nó. Phần phía bắc của Bán đảo Triều Tiên trở thành một nhà nước XHCN được hỗ trợ bởi Liên Xô sau khi giành được độc lập năm 1945, Taegukgi được tái sử dụng.

### Khởi đầu
Năm 1947, Liên Xô đã liên lạc qua Thiếu tướng Nikolai Georgiyevich Lebedev để thảo luận về việc có nên giữ cờ Taegukgi cho Triều Tiên mới thành lập hay không. Phó Chủ tịch Ủy ban Nhân dân Lâm thời Bắc Triều Tiên Kim Tu-bong đã ủng hộ việc giữ Taegukgi. Tuy nhiên, đối với Lebedev, khái niệm triết học Trung Quốc, mà thiết kế của Taegukgi dựa trên, nghe có vẻ mê tín thời trung cổ, vì vậy ông muốn đổi sang một lá cờ mới. Kim Tu-bong đã nhượng bộ và một vài tháng sau đó, thiết kế cho lá cờ mới đã được ra lệnh từ Moscow, mặc dù không biết ai là quan chức Liên Xô đã thiết kế lá cờ. Trước khi được thông qua chính thức, Taegukgi vẫn được sử dụng chính thức.
Thiết kế của lá cờ đã được tiết lộ, cùng với một bản dự thảo hiến pháp, vào ngày 1 tháng 5 năm 1948. Ngày 10 tháng 7 năm 1948, lá cờ mới đã được phê chuẩn bởi Hội đồng Nhân dân Tối cao. Tháng sau, Kim Tu-bong, người trước đây ủng hộ thiết kế truyền thống, đã viết một văn bản có tên Về việc thiết lập Quốc kỳ mới và bãi bỏ Taegukgi. Qua đó, ông giải thích về quyết định chấp nhận một lá cờ mới chống lại mong muốn của những người ủng hộ cái cũ. Về các văn bản chính thức của Triều Tiên, trong bài viết của mình, ông thẳng thắn một cách dứt khoát trong việc thừa nhận dư luận bất đồng. Năm 1957, Kim Tu-bong bị thanh trừng bởi Kim Il-sung người lúc đó đã dựng lên một sùng bái cá nhân. Bất kỳ đề cập nào về việc sử dụng Taegukgi đều bị xóa khỏi các văn bản và nó đã được ghi lại trong các bức ảnh theo lệnh của Kim Il-sung, người đã tìm cách độc quyền lịch sử Cộng hòa Dân chủ Nhân dân Triều Tiên để phục vụ ông và chính thể của ông. Các báo cáo chính thức của Triều Tiên hiện nay cho rằng lá cờ mới của Triều Tiên do Kim Il-sung thiết kế.

### Sử dụng trong tuyên truyền
Một lá quốc kỳ Triều Tiên nặng 270 kilôgam (600 lb) bay từ một cột cờ cao, đặt tại Kijŏng-dong, ở phía Bắc của Đường phân giới quân sự bên trong Khu phi quân sự Triều Tiên. Cột cờ cao 160 mét (520 foot).

## Những lá cờ khác trong lịch sử
Có một số cờ khác được sử dụng ở Triều Tiên theo chính thể của nó. Có cờ cho Quân đội Nhân dân Triều Tiên (KPA), và hai bộ phận của nó Không quân Nhân dân Triều Tiên và Hải quân Nhân dân Triều Tiên, theo một thiết kế chung nhưng có màu khác nhau (màu xanh và màu trắng cho hải quân Triều Tiên và màu xanh đậm và xanh nhạt cho không quân Triều Tiên). Ngoài ra còn có một lá cờ của Đảng Lao động Triều Tiên, được mô phỏng theo các lá cờ của đảng cộng sản tương tự, và một cờ hiệu của Tổng tư lệnh các lực lượng vũ trang Cộng hòa Dân chủ Nhân dân Triều Tiên được sử dụng bởi Kim Jong-un, có cánh tay của Bộ Tư lệnh Tối cao trên một cánh đồng đỏ. Các đơn vị Vệ binh KPA sử dụng cùng một thiết kế chung nhưng với Quốc huy ở trung tâm của trường đối diện.

Taegukgi của triều đại Joseon (1800-1882)
Quốc kỳ Đại Hàn Đế quốc (1882-1910)
Quốc kỳ Đế quốc Nhật Bản thời kỳ Nhật Bản chiếm đóng Triều Tiên (1910-1945)
Quốc kỳ Cộng hòa Nhân dân Triều Tiên (1945)
Quốc kỳ Liên Xô, được dùng ở Bắc Triều Tiên trong thời kỳ Ủy trị dân sự Liên Xô từ tháng 10/1945 đến tháng 8/1948.
Cờ của Ủy ban Nhân dân Lâm thời Bắc Triều Tiên (nay là cờ của Đại Hàn Dân Quốc)
Quốc kỳ Triều Tiên từ 1948 đến 1992
Quốc kỳ Triều Tiên từ 1992 đến nay
Đảng kỳ Đảng Lao động Triều Tiên
Cờ hiệu của Tổng tư lệnh các lực lượng vũ trang Bắc Triều Tiên
Quân kỳ Quân đội Triều Tiên (1992–1993)
Quân kỳ Lục quân Triều Tiên
Quân kỳ Hải quân Triều Tiên
Hiệu kỳ Vệ binh Triều Tiên
Hiệu kỳ Hải quân Triều Tiên
Quân kỳ Không quân Triều Tiên
Cờ Triều Tiên Thống nhất